# Buky nad Kameničkou
Buky nad Kameničkou jsou přírodní rezervace v Krušných horách. Nachází se v údolí potoka Kamenička asi tři kilometry od Bečova u Blatna v okrese Chomutov. Rezervace byla vyhlášena k ochraně dvě stě let starého bukoklenového lesa. Území je hodnotné z hlediska zachování genofondu původních lesních dřevin v oblasti Krušných hor.

## Historie
Chráněné území vyhlásil okresní úřad v Chomutově dne 16. května 1994. Přírodní rezervace je v Ústředním seznamu ochrany přírody evidována pod číslem 1682. Spravuje ji Krajský úřad Ústeckého kraje. Od 3. listopadu 2009 je území součástí evropsky významné lokality Natura 2000 Bezručovo údolí, ve které se nachází další dvě maloplošná chráněná území: přírodní památka Krásná Lípa a přírodní památka Bezručovo údolí, s níž Buky nad Kameničkou na jihozápadě bezprostředně sousedí.

## Přírodní poměry
Přírodní rezervace měří 31,945 hektaru a nachází se v nadmořské výšce 680–807 metrů v katastrálním území Bečov, na strmém svahu Mlýnského vrchu.

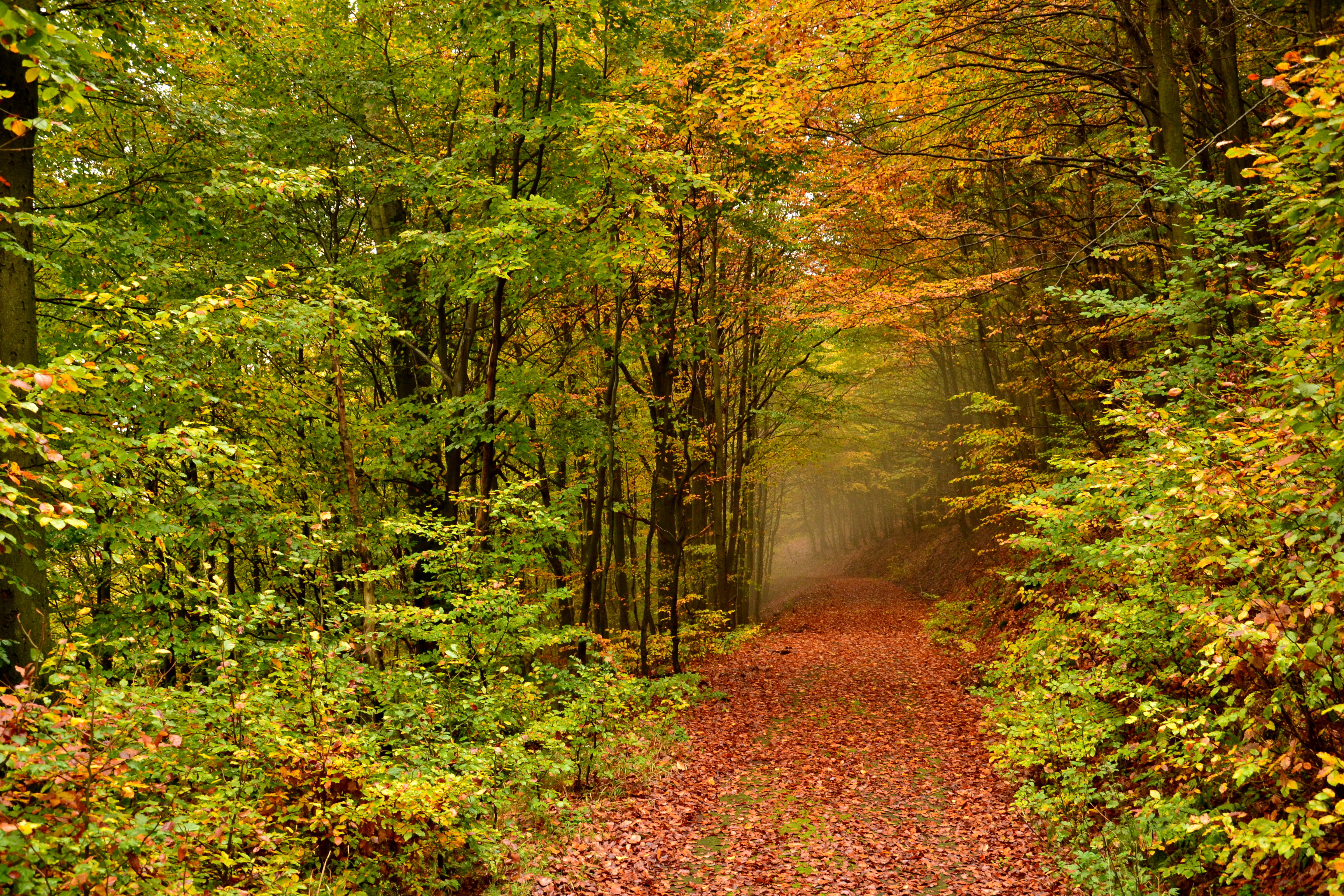
Buky nad Kameničkou v okolí Nové cesty

Předpokládá se, že údolí Kameničky je tektonicky podmíněné, a případný zlom je překrytý aluviálními náplavy potoka. Geologické podloží tvoří částečně migmatizovaná biotitická a muskovit-biotitická pararula krušnohorského krystalinika proterozoického stáří. V geomorfologickém členění Česka lokalita leží v Krušných horách, v podcelku Loučenská hornatina a okrsku Přísečnická hornatina. Přírodní rezervace zahrnuje vrchol Skleněného vrchu, ale nejvyšší bod území se nachází na jihozápadní hranici v blízkosti bezejmenné kóty s výškou 816 metrů. Ve strmém svahu se objevují skalní výchozy s patrnými projevy mrazového zvětrávání a na úpatí se hromadí suťové sedimenty. Na svahu se vyvinuly hlinitopísčité a písčitohlinité podzololové půdy.
Území se nachází v povodí Kameničky, která níže po proudu napájí stejnojmennou vodní nádrž a pod ní se vlévá do Chomutovky. V rámci Quittovy klasifikace podnebí Buky nad Kameničkou leží v chladné oblasti CH7, pro kterou jsou typické průměrné teploty −3 až −4 °C v lednu a 15–16 °C v červenci. Roční úhrn srážek dosahuje 850–1000 milimetrů.

### Flóra

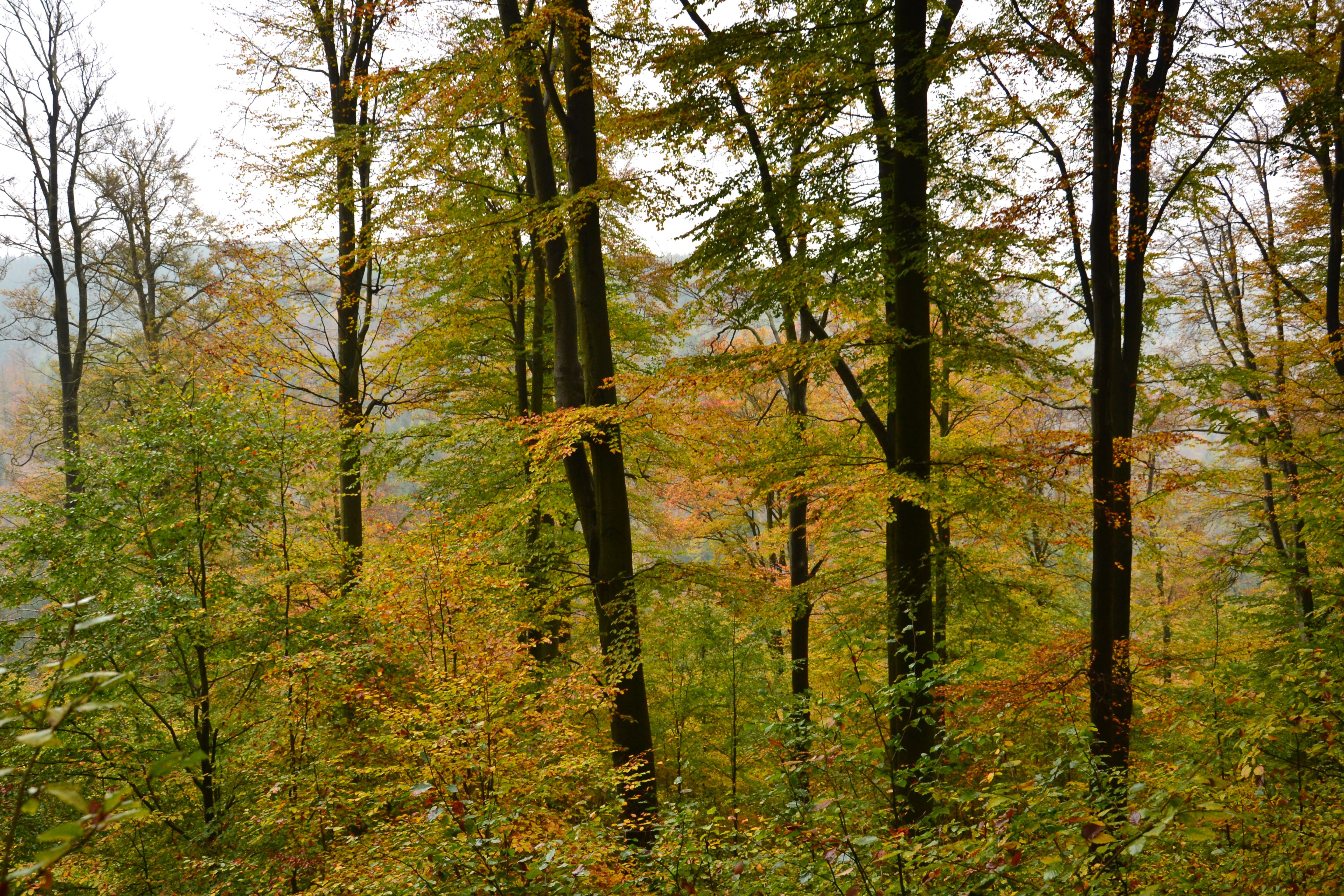
Dospělé stromy ve střední části rezervace

Důvodem vyhlášení chráněného území je existence dvě stě let starého bukoklenového lesa, který byl v osmdesátých letech dvacátého století zasažen intenzivní imisní zátěží. Vzhledem k reliéfu krajiny a velkému podílu listnatých stromů nebylo jeho ovlivnění tak velké, jako u jiných lesů v Krušných horách. V chráněném území rostou zdravé a plodící stromy, které jsou ponechané samovolné obnově. Dominantním druhem je buk lesní (Fagus sylvatica), ale vtroušeně se objevuje také javor klen (Acer pseudoplatanus), smrk ztepilý (Picea abies) a ojediněle jilm horský (Ulmus glabra). Na okrajích rezervace byly ke zmírnění důsledků imisní zátěže vysazeny bříza bělokorá (Betula pendula), modřín opadavý (Larix decidua) a smrk pichlavý (Picea pungens).
V bylinném patru roste věsenka nachová (Prenanthes purpurea), kokořík přeslenatý (Polygonatum verticillatum), pstroček dvoulistý (Maianthemum bifolium), sedmikvítek evropský (Trientalis europaea), kapraď samec (Dryopteris filix-mas), kapraď rozložená (Dryopteris dilatata) a bukovník kapraďovitý (Gymnocarpium dryopteris).

### Fauna
Z velkých obratlovců se v okolních lesích běžně vyskytují jelen evropský (Cervus elaphus) a prase divoké (Sus scrofa). Vysoké počty zvěře okusem mladých stromů omezují možnosti přirozené obnovy lesa celé evropsky významné lokality. Z ptáků se vyskytuje čáp černý (Ciconia nigra), konipas horský (Motacilla cinerea), holub doupňák (Columba oenas) a skorec vodní (Cinclus cinclus).

## Přístup
Podél severovýchodní hranice chráněného území vede zpevněná cesta údolím Kameničky, po které je modře vyznačená turistická trasa z Chomutova ke státní hranici s Německem a cyklistická trasa č. 3078 z Chomutova k silnice Načetín–Pohraniční. Středem území vede tzv. Nová cesta od vodní nádrže Kamenička k hornímu ústí Dieterovy štoly.